# Georg Hettner
de Hermann Georg Hettber

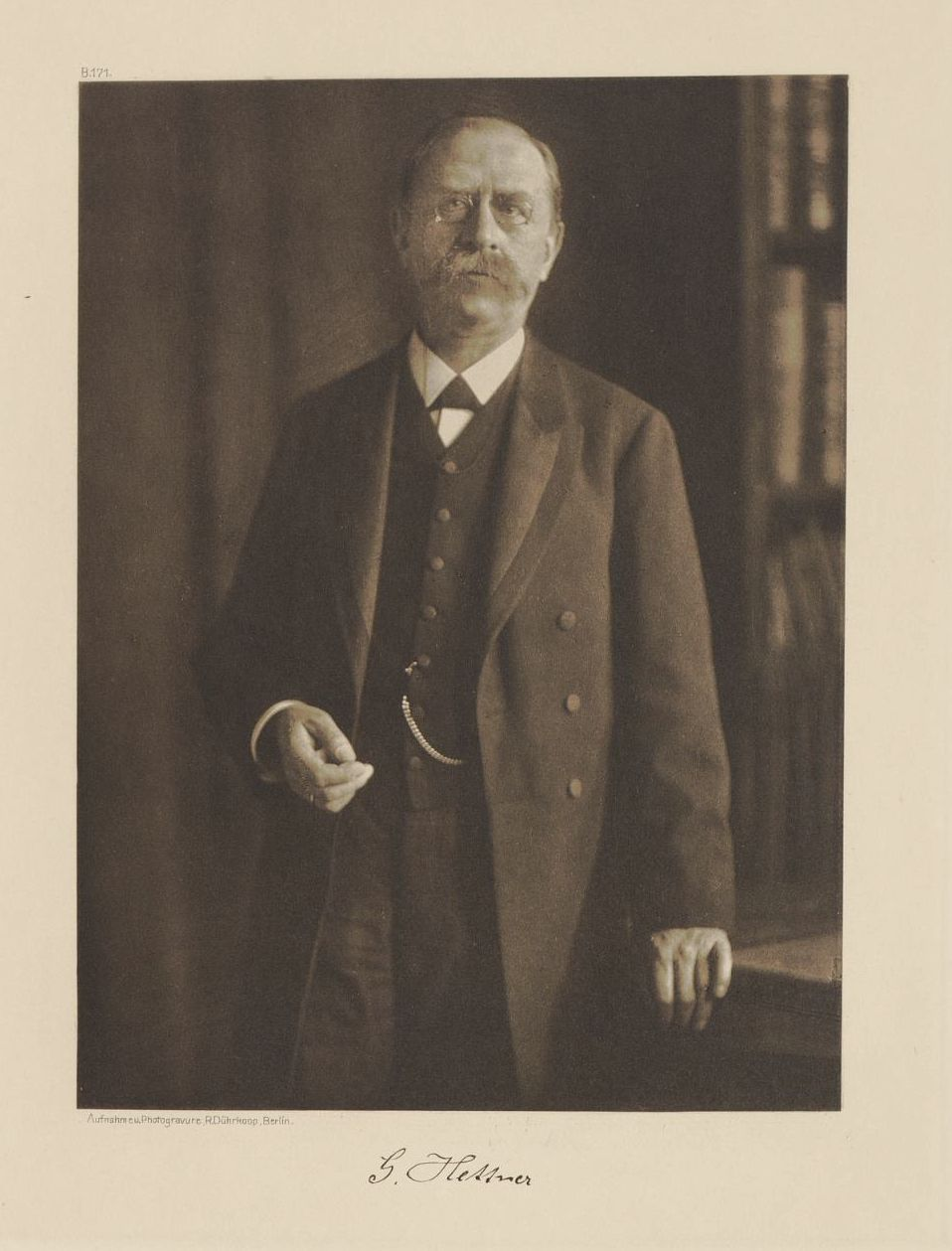
Quadro de Hermann Georg Hettber, em Berlim.

Hermann Georg Hettner (Jena, 21 de agosto de 1854 — Berlim, 24 de maio de 1914) foi um matemático alemão.

## Vida
Filho do historiador de literatura e arte Hermann Hettner e sua primeira mulher Marie von Stockmar. Pai do físico Gerhard Hettner.
Georg Hettner obteve o doutorado em 1877 na Universidade de Berlim com a tese Ueber die Reduction der Integrale einer besonderen Classe von algebraischen Differentialen auf die hyperelliptischen Integrale.
Foi reitor da Universidade Técnica de Berlim.